# ストレート・アライ

ストレート・アライの旗。LGBTの旗とは別に存在する。

逆さのピンクトライアングルを緑色の円が囲んでいるシンボルは、LGBTの権利の擁護やホモフォビアからのセーフ・スペースを象徴している。

ストレート・アライ（英語: straight ally）、異性愛者アライ（英語: heterosexual ally）またはシス・アライ（英語: cis ally）とは、公民権の平等化や男女同権およびLGBTQ+の社会運動の支援や、ホモフォビア（同性愛者や同性愛に対して否定的な価値観）への異議を投げかける異性愛者のシスジェンダーである人々を指す言葉である。ストレート（異性愛者）のシスジェンダーやセクシュアル・マジョリティ（性的多数者）でありつつ、セクシュアル・マイノリティ（性的少数者・クィア／LGBTなどの当事者）が社会的に不利な立場に置かれていると認識し、ホモフォビアやヘテロノーマティビティ（異性愛を標準と捉える価値観）に対する解消活動や異議の表明を行い、当事者を支援する人々も指す。
アライ（ally）とは「味方」という意味の英単語。文脈上、ストレート・アライを指すことが明確な場合は、単にアライ（ally）とも言う。

## 概要
LGBTQ+の支援団体の多くには異性愛者のメンバーも所属しており、団体も積極的に参加を奨励している。北米の団体「ゲイ・ストレート・アライアンス」はLGBTQ+の学生とストレートの学生が協動でホモフォビアやトランスフォビアの解消を目指す活動を行っている。LGBTQ+の人々を家族や知人にもつ人々を中心とした団体（PFLAGなど）も存在する。2007年にはストレート・アライの人々を支援する団体「Straight for Equality」が設立されている。

## アライとして著名な人物

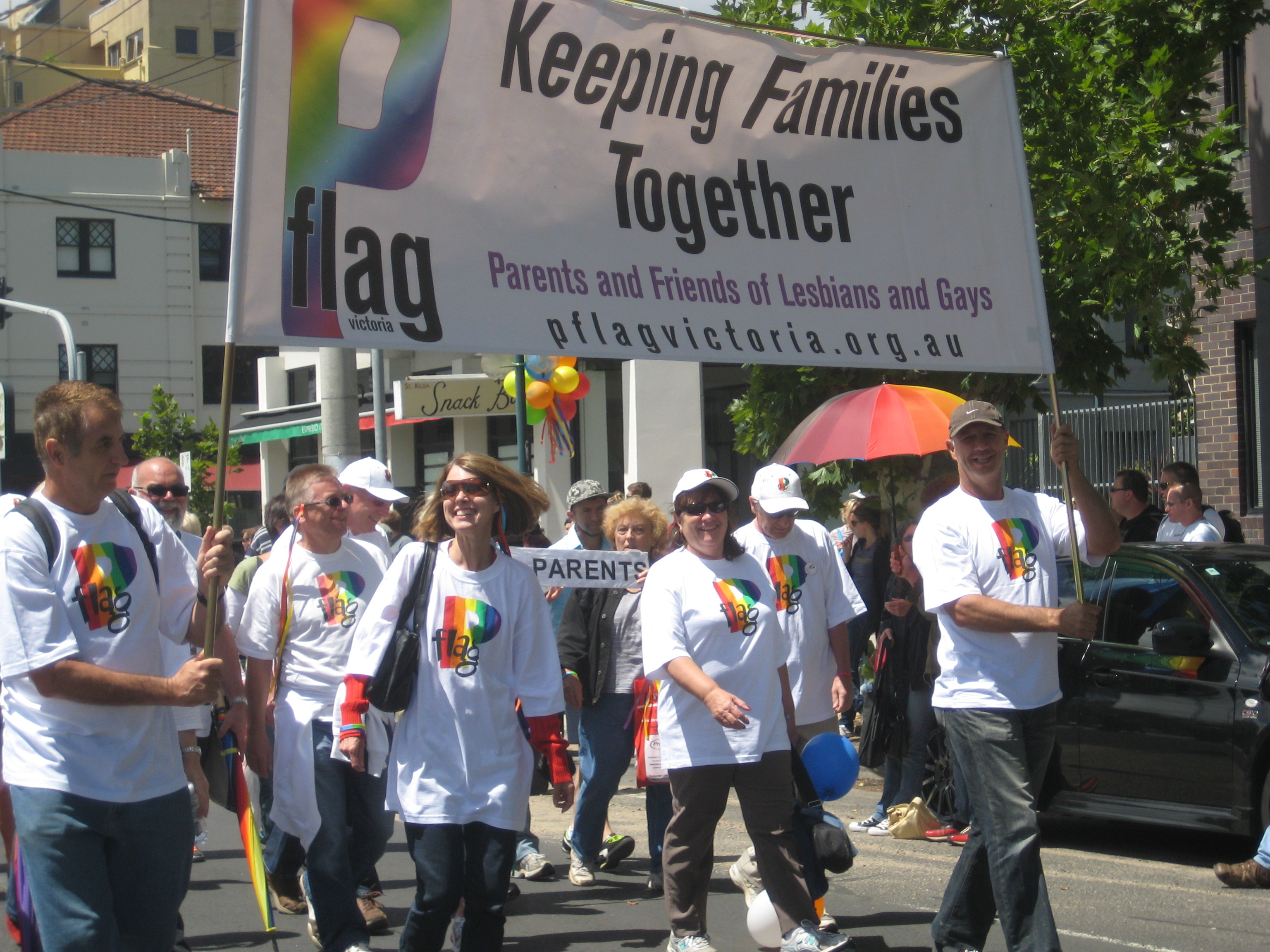
オーストラリア・メルボルンでのプライド・パレードにて行進するレズビアンとゲイの親と友人たちのコミュニティ（2011年）

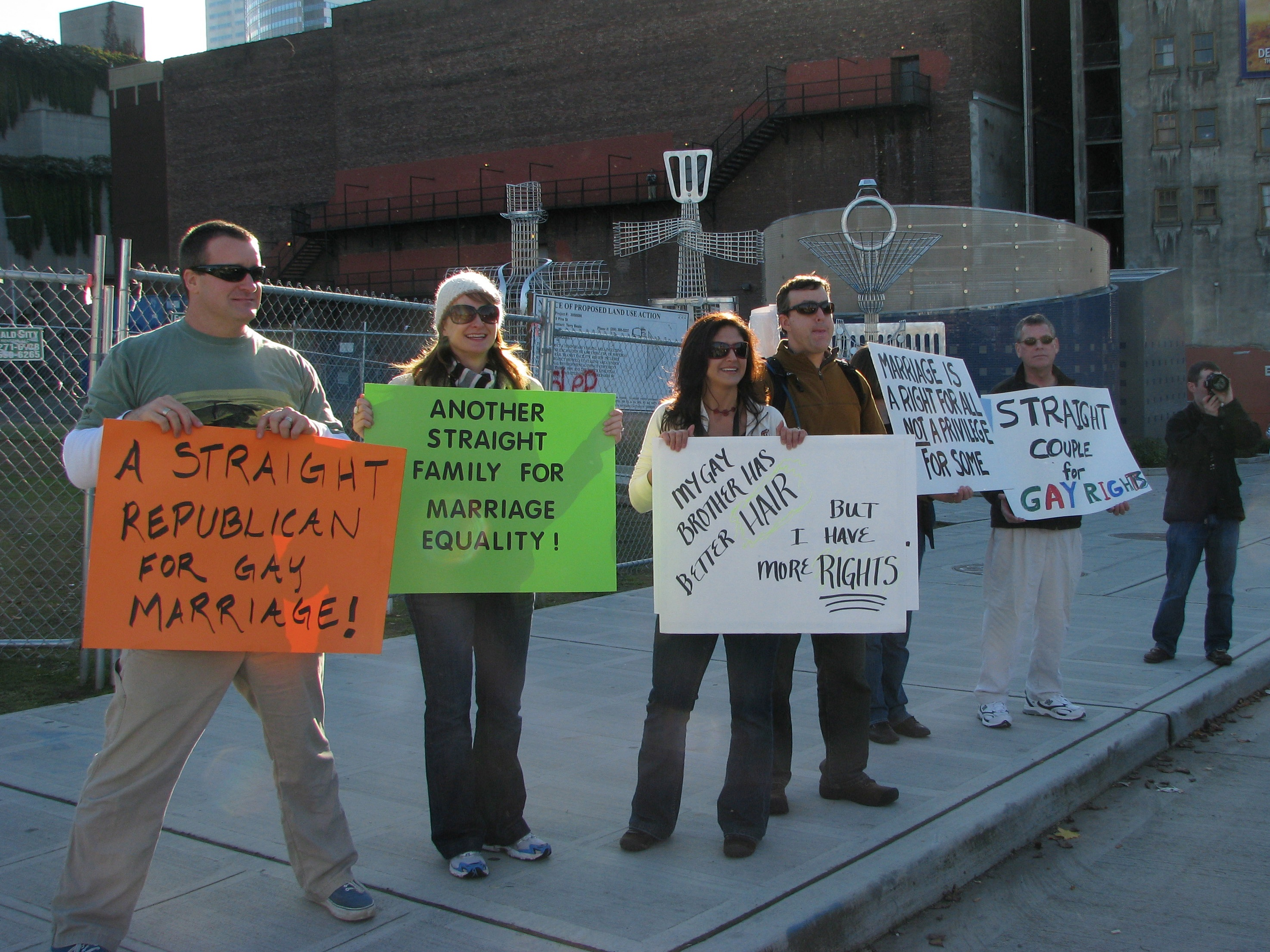
アメリカ・ワシントン州シアトルで行われたデモ行進にて結婚の平等化・同性結婚の合法化を訴えるストレート・アライの人々（2008年）

### 作詞家
バーニー・トーピン（エルトン・ジョン作品の作詞） 

### 歌手
- シェール（実子がトランスジェンダー）
- ダニー・ミノーグ
- シンディ・ローパー
- バーブラ・ストライサンド
- ライザ・ミネリ

### 役者
- ジェニファー・アニストン
- シビル・シェパード
- ジュディス・ライト（英語版）
- ポール・ニューマン
- ベン・アフレック
- ブラッド・ピット
- ダレン・クリス
- ポーリー・ペレット
- スチュアート・タウンゼント
- アン・ハサウェイ

### 監督
- ジョナサン・ミラー（英語版）[2]

### コメディアン
- キャシー・グリフィン
- チェルシー・ハンドラー

### コメディー・ライター
- セス・マクファーレン[3]

### ミュージシャン、スポークン・ワード・アーティスト
- ヘンリー・ロリンズ
- ジェロ・ビアフラ
- ニール・パート

### 作家
- アン・ライス[4]

### スポーツ関係者
- ポール・タグリアブ（英語版）（NFL理事）
- フィリップ・ラーム（サッカー選手）

### 政治家
- ジャスティン・トルドー（カナダ・首相）
- ラス・ファインゴールド（米国・国会議員）
- デニス・クシニッチ（米国・国会議員）
- ケリー・ネトル（英語版）[5]（豪州・国会議員）

### 学者
- アラン・ダーショウィッツ（法学者）
- マーサ・ヌスバウム、ダニエル・デネット[6]（哲学者）
- リチャード・ドーキンス[7]（進化生物学者）
- ノーム・チョムスキー[8]（言語学者）
- リチャード・キャリアー[9]（歴史学者）

### 市民活動家
- コレッタ・スコット・キング[10]
- ジュリアン・ボンド（英語版）
- ベティ・デジェネレス（英語版）（エレン・デジェネレスの母）
- ジュディ・シェパード（英語版）（マシュー・シェパードの母）